# Aéroport de Bella Bella-Campbell Island
L'aéroport de Bella Bella-Campbell Island est un aéroport situé en Colombie-Britannique, au Canada.

## Compagnies aériennes et destinations
| Compagnies               | Destinations |
| ------------------------ | ------------ |
| Pacific Coastal Airlines | Vancouver    |

Édité le 02/05/2025